# NGC 7617
NGC 7617 (również PGC 71113) – galaktyka soczewkowata (S0), znajdująca się w gwiazdozbiorze Ryb. Odkrył ją Heinrich Louis d’Arrest 23 września 1864 roku.